# Szymański (organmistrzowie)
Szymański – polska rodzina organmistrzów.
Józef Szymański (1828–1892), uczeń Mateusza Mielczarskiego, działał w latach 1840–1900. Około roku 1869 mieszkał w Częstochowie. Założył firmę pod nazwą „J. Szymański i syn”, budującą i remontującą organy piszczałkowe głównie w rejonie Warszawy, wspólnie z synem – Janem Szymańskim. Ze względu na jednakowe inicjały nie zawsze można rozróżnić, które instrumenty są dziełem ojca, które syna, a które wspólne. Drugi syn Józefa – Antoni Szymański, od ok. 1900 prowadził firmę pod nazwą „Fabryka Organów Kościelnych Antoni Szymański dawniej Józef Szymański i syn w Warszawie”, przy ulicy Chłodnej 34. Numeracja instrumentów Szymańskich jest kontynuowana od ojca do synów, z zachowaniem kolejności opusów.

## Dzieła
Niektóre organy piszczałkowe zbudowane lub wyremontowane przez firmę Szymańskich:
| Rok       | Miejscowość          | Budynek                                  | Twórca                  | Uwagi |
| --------- | -------------------- | ---------------------------------------- | ----------------------- | --- |
| 1840      | Tarczyn              | ?                                        | Józef                   | [ 4 ] |
| 1844      | Maków                | Kościół św. Wojciecha w Makowie          | Józef                   | [ 4 ] |
| 1854      | Rembertów            | ?                                        | Józef                   | [ 4 ] |
| 1867      | Bełchów              | ?                                        | Józef                   | [ 4 ] |
| 1868      | Wilanów              | ?                                        | Józef                   | [ 4 ] |
| 1869      | Denków               | Kościół św. Stanisława                   | Józef                   | 10 głosów, jeden manuał + pedał, traktura mechaniczna, wiatrownice klapowo-zasuwowe, dmuchawa elektryczna, jeden miech                                                                 |
| 1871      | Pawłów               | Kościół św. Jana Chrzciciela             | Józef                   | 4 głosy. Niezachowane – zastąpione w 1947 organami Stanisława Jagodzińskiego z Garbatki k. Radomia                                                                                     |
| 1873–1875 | Częstochowa          | Kaplica MB na Jasnej Górze               | Józef                   | [ 4 ] |
| 1878      | Piotrków Trybunalski | ?                                        | Antoni                  | [ 4 ] |
| 1882      | Włocławek            | Kościół św. Jana Chrzciciela             | Józef                   | [ 4 ] |
| 1882      | Bejsce               | Kościół św. Mikołaja                     | Józef i Jan             | 9 głosów, jeden manuał + pedał, traktura mechaniczna, wiatrownice stożkowe, dmuchawa elektryczna, jeden miech                                                                          |
| 1884      | Słaboszów            | Kościół św. Mikołaja                     | Józef i Syn             | 10 głosów, tympan, jeden manuał + pedał traktura mechaniczna, wiatrownice stożkowe, dmuchawa elektryczna, jeden miech                                                                  |
| 1888      | Kargów               | Kościół Matki Bożej Częstochowskiej      | Józef                   | 6 głosów, jeden manuał, traktura mechaniczna, wiatrownica stożkowa, jeden manuał, jeden miech o napędzie nożnym                                                                        |
| 1888      | Chotel Czerwony      | Kościół św. Bartłomieja Apostoła         | Józef i Jan             | 6 głosów, tympan, jeden manuał, traktura mechaniczna, wiatrownice stożkowe, dmuchawa elektryczna, jeden miech                                                                          |
| 1889      | Izdebno Kościelne    | ?                                        | Józef                   | [ 4 ] |
| 1890      | Janina               | Kościół św. Wojciecha                    | Józef i Jan             | 6 głosów, tympan, jeden manuał + pedał, traktura mechaniczna, wiatrownice stożkowe, dmuchawa elektryczna, jeden miech                                                                  |
| 1892      | Biała Rawska         | ?                                        | Józef                   | [ 4 ] |
| 1892      | Gieczno              | ?                                        | Józef                   | [ 4 ] |
| 1893      | Chynów               | ?                                        | Józef                   | [ 4 ] |
| 1894      | Żelechów             | ?                                        | Jan                     | [ 4 ] |
| 1894      | Długa Kościelna      | ?                                        | Jan                     | [ 4 ] |
| 1895      | Gończyce             | ?                                        | Jan                     | [ 4 ] |
| 1895      | Oszczów              | ?                                        | Jan                     | [ 4 ] |
| 1896      | Kutno                | ?                                        | Jan                     | Opus 134-17 |
| 1897      | Oleszno              | Kościół Wniebowzięcia NMP                | Jan                     | 10 głosów, jeden manuał + pedał, traktura mechaniczna, wiatrownice stożkowe, dmuchawa elektryczna, jeden miech                                                                         |
| 1899      | Klementowice         | ?                                        | Antoni                  | [ 4 ] |
| 1899      | Kryłów               | ?                                        | Jan                     | [ 4 ] |
| 1899      | Czarnocin            | Kościół Wniebowzięcia NMP                | Antoni                  | 8 głosów (w jeden dodany podczas restauracji w 1930), jeden manuał + pedał, traktura mechaniczna (przy pedale pneumatyczna), wiatrownice stożkowe, dmuchawa elektryczna, jeden miech   |
| ok. 1900  | Boglewice            | ?                                        | Józef                   | [ 4 ] |
| ok. 1900  | Stara Rawa           | ?                                        | Józef                   | [ 4 ] |
| ok. 1900  | Rokitno              | ?                                        | Józef                   | [ 4 ] |
| ok. 1900  | Tarchomin            | ?                                        | Józef                   | [ 4 ] |
| ok. 1900  | Gorzków              | Kościół św. Małgorzaty                   | Józef i Jan             | 7 głosów, jeden manuał, traktura mechaniczna, wiatrownice stożkowe, dmuchawa elektryczna, jeden miech                                                                                  |
| 1900      | Mierzwin             | Kościół świętych Piotra i Pawła          | Jan                     | Opus 13447. 5 głosów, jeden manuał, traktura mechaniczna, wiatrownice stożkowe, dmuchawa elektryczna, jeden miech                                                                      |
| 1901      | Dzierążnia           | Kościół św. Marii Magdaleny              | Jan i Antoni            | 7 głosów, jeden manuał, traktura mechaniczna, wiatrownice stożkowe, dmuchawa elektryczna, jeden miech. Prospekt zbudowany ok. 1875 przez miejscowego rzeźbiarza Stanisława Anielskiego |
| 1901      | Stare Radzikowo      | Kościół św. Jana Chciciela               | firma Braci Szymańskich | 4 głosy |
| 1901      | Książ Mały           | Kościół Narodzenia NMP                   | Jan i Antoni            | 7 głosów, jeden manuał, traktura mechaniczna, wiatrownice stożkowe, dmuchawa elektryczna, jeden miech                                                                                  |
| 1909      | Warszawa             | Klasztor Wizytek                         | Antoni                  | Wymiana traktury mechanicznej na pneumatyczną |
| 1909      | Kielce               | Kaplica szpitalna św. Aleksandra         | Antoni                  | Opus 128-52. 6 głosów, jeden manuał, traktura mechaniczna, wiatrownice stożkowe, jeden miech o napędzie ręcznym                                                                        |
| 1911      | Słomczyn             | ?                                        | Antoni                  | Opus 128-63 |
| 1913      | Zabłudów             | Kościół pw. św. Apostołów Piotra i Pawła | Antoni                  | Przebudowa. Opus 268 |